# Dévote (sainte)
Sainte Dévote (monégasque : Santa Devota ; corse : Santa Divota) est la sainte patronne de Monaco et de la Corse, vierge et martyre célébrée le 27 janvier par l'Église catholique.

## Biographie

### Faits probables
Une jeune fille, Dévote (Divota), née en Corse vers la fin du IIIe siècle est chrétienne fervente. Un temps protégée par un notable romain de famille sénatoriale nommé Eutycius, elle est arrêtée puis exécutée à  Aléria ou Mariana (cité romaine).
C'est le gouverneur de Sardaigne-Corse, Gabinius Barbarus Pompeianus, qui gère localement la  Persécution de Dioclétien. Il en profite pour se débarrasser discrètement d'Eutycius et fait supplicier Dévote. Les faits se passent entre 303 et 312 après J.-C.

### Légende
Sainte Dévote serait, selon la légende racontée dans un manuscrit médiéval du XIe siècle (Passio Devotae, « Passion de sainte Dévote », Paris, BnF ms latin 5248), née en Corse où elle fut martyrisée sous Dioclétien. D’autres récits hagiographiques  précisent qu'elle vit le jour en 283 à Quercio, lieu-dit situé sur la commune de Lucciana en Corse et aurait été martyrisée sur l’île en l’an 312. Suivant le récit du manuscrit ms latin5248, la barque, qui devait transporter son corps vers l’Afrique, fut prise dans la tempête. Ayant été guidée par une colombe vers la rive européenne, elle aurait abordé sur le rivage de, ce qui s'appellera plus tard, Monaco, où existait un port d’escale à l’époque romaine.
Toujours selon une autre légende créée de toutes pièces au XVIIe siècle par Venasque Ferriol l’historiographe du prince Honoré II, on aurait volé les reliques de la sainte au Moyen Âge en 1075 (alors que Monaco n’existait pas encore !) puis ces reliques auraient été emportées en barque par des malfaiteurs qui furent finalement rejoints et dont on brûla l’embarcation (récit légendaire d’Antinope et du comte Hughes Grimaldi…). L’intention de l'historiographe officiel d’Honoré II était de faire remonter les origines des princes au tout début du XIe siècle. L'histoire moderne de Monaco commence au XIe siècle lorsque les Génois prennent possession de leur fief en 1215 en y construisant une forteresse, verrou capable de bloquer les communications entre la Provence et Gênes. Les Grimaldi ne s’installent de façon pérenne comme seigneurs de Monaco (princes à partir de 1612) qu’au XVIe siècle.
Cet épisode d’Antinope serait l’origine de la cérémonie qui se célèbre, le 26 janvier de chaque année dans la principauté monégasque dont sainte Dévote est la patronne, et au cours de laquelle, on brûle une barque sur le port, non loin de l’église votive située dans le vallon des Gaumates et le quartier de La Condamine. Le lendemain, 27 janvier (jour de la fête de sainte Dévote), a lieu une imposante procession. C'est un jour férié légal en Principauté, chômé et payé.
La sainte est également célébrée en Corse à Lucciana son lieu de naissance d’après certaines sources . Pour d’autres sources, elle serait née dans une autre ville romaine de Corse, à Aléria. Sainte Dévote a d’ailleurs été proclamée patronne de la Corse (avec sainte Julie) par un décret de la Sacrée Congrégation des Rites en 1820. Elle est également célébrée le 27 janvier à Pietranera (sur la commune de San Martino di Lota en Haute-Corse) dont elle est la sainte patronne.
Au cours de la foire de La Canonica, cathédrale Sainte-Marie-de-l'Assomption de Lucciana, le 9 juin 2003, le prince de Monaco Rainier III a participé à la cérémonie de la Pentecôte, en présence des évêques de Corse et de Monaco, commémorant l'année du XVIIe centenaire de la sainte. Il avait tenu à offrir deux exemplaires de la statue de la sainte, moyenne réduction de la sculpture de Cyril de La Patellière. Ce fut le dernier voyage officiel du prince Rainier qui décéda en avril 2005.
Une toile représentant sainte Dévote avec la palme du martyre se trouve dans la chapelle Saint-Jean-Baptiste de Monaco et sur le retable dit de sainte Dévote (vers 1580) et sur le retable de Saint Nicolas de la cathédrale de Monaco.
La sainte Dévote publié en bas à droite, il est du peintre classique italien Giuseppe Frascaroli. Dans le portrait, l'artiste Frascaroli représentait le Saint en sagittal médian, sur un fond métaphysique, la tête légèrement tournée vers la gauche, le regard tourné vers le haut dans une contemplation mystique vers la colombe du Saint-Esprit, cette colombe guidait traditionnellement le bateau avec le saint martyr de la Corse au vallon des Gaumates, qui fait maintenant partie de la Principauté de Monaco, dans le district de Condamina. La Principauté est symbolisée par le blason que j'ai placé en haut à gauche. Santa Devota tient la palme du martyre de la main droite, tandis que la gauche tient la croix de la crucifixion du Christ, événement marquant de l'histoire humaine et de l'histoire du salut, accomplissant en lui la rédemption des hommes par Dieu.
Dans la peinture, le peintre a utilisé une réduction des restes chromatiques violents et un contraste clair-obscur peu accentué pour donner à la surface de l'incarné et aux vêtements du saint la plénitude totale de la matière.

### Doublet hagiographique de Julie de Corse
La Passion de sainte Dévote (Passio dei votae ou Passion de Dévote, son nom ne figure pas dans le manuscrit précité, mais l’épithète dei vota lui étant donné) est un doublet hagiographique du récit de la Passion de Julie de Carthage (Passio Sanctae Iuliae), personnage lui aussi légendaire, dont les reliques furent transportées de Carthage par les évêques restés catholiques, pendant l’invasion des Vandales ariens en Afrique du Nord. Ils la transportèrent d’abord en Corse où ils furent exilés, puis de là vers l’Isola Gallinaria proche de l’écueil nommé Africa (scoglio d'Africa[Quoi ?] Africa) dans les cartes marines (d’où le légendaire transport vers l’Afrique continentale de l’auteur médiéval). C’est sans doute en Corse que le dei vota devint Devota dans la communauté chrétienne. De là les reliques partirent vers Livourne sur la côte italienne la plus proche de là, le culte se répandit dans les milieux bénédictins vers Nice et la Turbie par les moines de l’abbaye bénédictine Saint-Pons de Nice.
Les reliques de celle qui est devenue Dévote furent déposées par les bénédictins de Saint-Pons, propriétaire des lieux, dans une chapelle plus ancienne dédiée à saint Georges, qui changea de ce fait de titulature. Le culte de Dévote n’est attesté aujourd’hui sous le nom de Dévote qu’à Monaco. Il le sera plus tard en Corse. À Livourne Dévote est honorée sous son nom véritable de santa Giulia (sainte Julie). D'après Claude Passet, l’iconographie des deux saintes est identique. Les Corses avaient déjà un culte particulier pour santa Giullia à Nonza. Au XVIIe siècle, par un petit ouvrage consacré à sainte Dévote publié à Nice par Romero (le récit légendaire de sa naissance en Corse) et par la Chronologia Sanctorum & aliorum virorum Illustrium, at Abbatum Sacrae Insula Lerinensis de dom Vincent Barralis Salerne (moine à l'abbaye de Lérins, né à Lucéram dans la seconde moitié du XVIe siècle), ils en apprirent l’existence (et l’origine prétendument corse) et en 1639 demandèrent au prince Honoré II de leur faire parvenir des reliques. Ce qui fut fait et c’est l’origine du culte de sainte Dévote en Corse. Les Corses célèbrent donc deux fois la sainte, le 27 janvier sous le nom de Dévote et le 27 juillet sous son nom véritable de sainte Julie ou santa Giulia. Ce n’est qu’en 1820 que Dévote fut proclamée patronne de la Corse.
En ce qui concerne l’embrasement de la barque à Monaco au soir du 26 janvier de chaque année il est certain que jusque dans les années 1850-1860 de simples feux de joie étaient allumés place du Palais sur le Rocher. Dès que les touristes commencèrent à affluer en principauté il fallut leur offrir un beau spectacle : celui d’une barque brûlée devant l’église Sainte-Dévote, avec pour rester dans la légende, de blanches colombes qui s’envolent de l’esquif en feu… Le ramassage dans les cendres encore fumantes des clous de la barque consumée devient une attraction, les clous étant considérés par certains comme des porte-bonheurs.
Le culte de sainte Dévote a été célébré quelque temps au XVIe siècle à Dolceacqua (Ligurie) du temps où la dame Grimaldi était l’épouse du seigneur du lieu. Elle fit d’ailleurs faire un magnifique retable (retable de sainte Dévote en la paroissiale). À sa mort les habitants qui n’avaient pas accepté l’intrusion de cette sainte étrangère dans leurs coutumes locales, firent recouvrir son portrait par celui de leur saint local, saint Martin. Une restauration a depuis effacé Martin pour faire réapparaître Dévote. Une statue de Dévote, offerte lors du jumelage d’Ostende avec Monaco, placée en bord de mer, n’a pas introduit le culte de celle-ci dans la cité et nombreux sont les Belges qui ignorent l’origine de sa présence.
Une toile représentant sainte Dévote avec la palme du martyre se trouve dans la chapelle palatine Saint-Jean-Baptiste et sur le retable dit de sainte Dévote (vers 1580) à la cathédrale de Monaco.
Un monument de bronze et de marbre a été commandé au sculpteur Cyril de La Patellière par le prince Rainier III de Monaco en 1996. Placé devant l’église Sainte-Dévote ce monument a été inauguré en présence de toute la famille princière et du sculpteur le 26 janvier 1997. Sept réductions se trouvent dans chaque église de la Principauté. Deux autres réductions moyennes se trouvent en Corse, offertes par le prince le 9 juin 2003. Après son avènement, le 6 avril 2005, le prince Albert II de Monaco a offert un huitième exemplaire de la réduction de ce monument au pape Benoît XVI.

## Dans la culture populaire
« Sainte Dévote » est le nom du célèbre premier virage du circuit de Monaco, où se court depuis 1950 le Grand Prix automobile de Monaco dans le cadre du championnat du monde de Formule 1. L'église se trouve en effet au fond d'une cour pavée, servant d'échappatoire du circuit.
À partir du cantique populaire Santa Devota prega per nui, le chanoine Louis-Lazare Perruchot, maître de chapelle à la cathédrale de Monaco compose en 1914 un oratorio pour quatre voix et orgue, Devota, la martyre, avec des paroles de J. Guillermin.

## Philatélie
- Monaco : Croix-Rouge, Sainte Dévote, 2002, dessin Cyril de La Patellière, gravure Claude Jumelet[10], inspiré de la statue devant l'église Sainte-Dévote de Monaco également conçue par de La Patellière[11].